# شهر الجمال
سومین ماه از ماه های سال 361 روزه آیین بیانی است که توسط سید علی محمد باب در کتاب چهارشآن به آن اشاره شده است .
- الأسماء کلشیئ - چهار شآن

همچنین
سومین ماه از ماه‌های ۱۹گانه در گاه‌شماری بهائی است که مثل همه ماه‌های این گاه‌شماری دارای ۱۹ روز می‌باشد.